# 李咸用
李咸用（?—?），唐懿宗年間人。
工於詩，杨万里對其極為稱賞。屢試不第，與來鵬、范摅、黄宾于等人友善，有《贈來進士鵬》、《贈來鵬》等詩，同修睦酬唱尤多。曾被徵辟为推官。作品《冬夕喜友生至》一詩中有：“多少新闻见，应须语到明。”之句，首次出現“新聞”一詞。《全唐诗》存其诗196首。著有《披沙集》六卷，今编为三卷。